# Espace urbain de L'Aigle
L'espace urbain de L'Aigle est un espace urbain français centré autour de la ville de L'Aigle, dans le département de l’Orne. Par la population, c'est le  75° des 96 espaces urbains français. En 1999, sa population était de 20 043  habitants sur une superficie de 266,38 km2.

## Caractéristiques
D'après la délimitation établie par l'INSEE en 1999, cet espace urbain est identique à l'aire urbaine de L'Aigle : 21 communes dont 3 communes urbaines (formant le pôle urbain de l’aire) et 18 communes rurales monopolarisées. 
C'est un espace urbain unipolaire, qui ne peut donc pas comporter de communes multipolarisées.